# ميليتو
ميليتو (بالإيطالية: Mileto)‏ هي بلدية في مقاطعة فيبو فالينتيا في إقليم كالابريا في إيطاليا.

## السكان
في سنة 1861 بلغ عدد السكان 4٬239 نسمة، وتطور العدد ليصل في سنة 2011 لـ 6٬894 نسمة.
يظهر هذا المخطط البياني تطور النمو السكاني لـ ميليتو

## أعلام
- سيمون كونت صقلية
- روجر الثاني ملك صقلية
- روجر الأول كونت صقلية